# غابرييل هيكت
غابرييل هيكت (بالإنجليزية: Gabrielle Hecht) (مواليد 1965)، هي مؤرخة أمريكية، وأستاذة في مؤسسة ستانتون للأمن النووي، وأستاذة التاريخ في جامعة ستانفورد، ومعروفة بأعمالها في المخلفات المشعة ونفايات المناجم وتلوث الهواء والأنثروبوسين في إفريقيا.

## مؤلفاتها
- كونها نووية: الأفارقة وتجارة اليورانيوم العالمية
- الجغرافيا المتشابكة: الإمبراطورية والتكنولوجيات في الحرب الباردة العالمية
- إشعاع فرنسا: الطاقة النووية والهوية الوطنية

## وصلات خارجية
- غابرييل هيكت-علي الموقع الرسمي لجامعة ستانفورد